# Liste der Landschaftlich Schönen Orte in der Präfektur Saga

Lage der Präfektur Saga (rot)

Diese Liste der Landschaftlich Schönen Orte in der Präfektur Saga umfasst Kulturgüter der Art Landschaftlich Schöner Ort und Besonderer Landschaftlich Schöner Ort, die in der japanischen Präfektur Saga liegen. Diese können auf nationaler Ebene durch den Minister für Bildung, Kultur, Sport, Wissenschaft und Technologie oder den Leiter des Amtes für kulturelle Angelegenheiten ausgewiesen werden, sowie auf Präfektur- oder Gemeindeebene. Neben den ausgewiesenen gibt es noch registrierte Landschaftlich Schöne Orte, die begrenztere Unterstützung und Schutz erhalten. Der Schutz und Erhalt der Stätten ist nach dem 1950 in Kraft getretenen Kulturgutschutzgesetz geregelt, welches das „Gesetz zum Erhalt historischer und landschaftlich schöner Stätten und Naturdenkmäler“ (史蹟名勝天然紀念物保存法 Shiseki meishō tennenkinenbutsu hozonhō) von 1919 ablöste.

## Auszeichnungskriterien
Mögliche Auszeichnungskriterien für Landschaftlich Schöne Orte sind:
1. Parks und Gärten
2. Brücken und Dämme
3. Blühende Bäume, blühende Wiesen, Laubfärbung im Herbst, grüne Bäume und andere Orte mit dichtem Bewuchs
4. Orte mit Vögeln, Wildtieren, Fischen, Insekten und anderem
5. Felsen und Höhlen
6. Schluchten, Wasserfälle, Gebirgsbäche, Abgründe
7. Seen, Sümpfe, Feuchtgebiete, schwimmende Inseln, Quellen
8. Sanddünen, Nehrungen, Küsten, Inseln
9. Vulkane, Onsen
10. Berge, Hügel, Hoch- und Tiefebenen, Flüsse
11. Aussichtspunkte

## Legende
- Denkmal: Name des Landschaftlich Schönen Ortes; darunter steht die japanische Bezeichnung
- Lage: Lage des Ortes sowie Koordinaten
- Beschreibung und Anmerkungen: Kurze Beschreibung des Ortes sowie eventuelle Anmerkungen zu weiteren Ausweisungen
- Ausweisungsdatum: Datum der Ausweisung als Landschaftlich Schöner Ort und zusätzlich bei Besonderen Landschaftlich Schönen Orten in Klammern das Ausweisungsdatum als solcher
- Typ: Nummer des Auszeichnungskriteriums oder der Auszeichnungskriterien
- Links: Weblink zum Landschaftlich Schönen Ort in der Datenbank der Nationalen Kulturgüter Japans sowie auf den Wikidata-Eintrag (Symbol: )
- Bild: Repräsentatives Bild des Landschaftlich Schönen Ortes und gegebenenfalls einen Link zu weiteren Fotos des Kulturdenkmals im Medienarchiv Wikimedia Commons

## National ausgewiesene Landschaftlich Schöne Orte
Stand August 2022 sind zwei Orte in der Präfektur Saga national als Landschaftlich Schöne Orte ausgewiesen. Darunter ein Besonderer Landschaftlich Schöner ort, der im Folgenden mit Sternchen (*) markiert ist.
| Denkmal | Lage            | Beschreibung und Anmerkungen                                                                        | Ausweisungsdatum              | Typ  | Links | Bild           |
| --- | --------------- | --------------------------------------------------------------------------------------------------- | ----------------------------- | ---- | ----- | -------------- |
| Niji-no-Matsubara* 虹の松原 Niji-no-Matsubara                                                                   | Karatsu (Karte) | Niji-no-Matsubara ist ein alter, als Windschutz gepflanzter Kiefernwald in der Küstenstadt Karatsu. | 27. Okt. 1926 (24. März 1955) | 3, 9 |       | weitere Bilder |
| Kunen-an (Ehemaliger Garten der Familie itami) 九年庵 (旧伊丹氏別邸) 庭園 Kunen-an (kyū-Itami-shi bettei) teien | Kanzaki (Karte) | | 21. Feb. 1995                 | 1    |       |                |

## Auf Präfekturebene ausgewiesene Landschaftlich Schöne Orte
Stand 1. Mai 2021 ist ein Ort in der Präfektur Saga auf Präfekturebene als Landschaftlich Schöner Ort ausgewiesen.
| Denkmal | Lage          | Beschreibung und Anmerkungen          | Ausweisungsdatum | Typ | Links | Bild           |
| --- | ------------- | ------------------------------------- | ---------------- | --- | ----- | -------------- |
| Ehemaliger Villengarten der Familie von Takeo Nabeshima (Mifuneyama Rakuen) 旧武雄邑主鍋島氏別邸庭園（御船山楽園） kyū-Takeo yūshu Nabeshima-shi bettei teien (Mifuneyama Rakuen) | Takeo (Karte) | auch auf nationaler Ebene registriert |                  |     |       | weitere Bilder |

## Auf Gemeindeebene ausgewiesene Landschaftlich Schöne Orte
Stand 1. Mai 2021 sind auf Gemeindeebene keine Landschaftlich Schönen Orte in der Präfektur Saga ausgewiesen.

## Registrierte Landschaftlich Schöne Orte
Stand August 2022 ist in der Präfektur ein Landschaftlich Schöner Ort registriert (im Gegensatz zu registriert).
| Denkmal | Lage          | Beschreibung und Anmerkungen       | Ausweisungsdatum | Typ | Links | Bild           |
| --- | ------------- | ---------------------------------- | ---------------- | --- | ----- | -------------- |
| Ehemaliger Villengarten der Familie von Takeo Nabeshima (Mifuneyama Rakuen) 旧武雄邑主鍋島氏別邸庭園（御船山楽園） kyū-Takeo yūshu Nabeshima-shi bettei teien (Mifuneyama Rakuen) | Takeo (Karte) | auch auf Gemeindeebene ausgewiesen |                  |     |       | weitere Bilder |